# Diocesi di Zattara
La diocesi di Zattara (in latino Dioecesis Zattarensis) è una sede soppressa e sede titolare della Chiesa cattolica.

## Storia
Zattara, identificabile con Kef-Bou-Zioun (Kef-Benzioune) nel comune di Bouchegouf in Algeria, è un'antica sede episcopale della provincia romana di Numidia.
Sono quattro i vescovi conosciuti di questa diocesi africana. Il cattolico Licenzio prese parte alla conferenza di Cartagine del 411, che vide riuniti assieme i vescovi cattolici e donatisti dell'Africa romana; la sede in quell'occasione non aveva un vescovo donatista. Il nome di Gennaro appare al 50º posto nella lista dei vescovi della Numidia convocati a Cartagine dal re vandalo Unerico nel 484; Gennaro, come tutti gli altri vescovi cattolici africani, fu condannato all'esilio. Assieme ad altri tre vescovi, Gennaro di Zattara firmò inoltre il Liber fidei catholicae redatto in vista di un confronto tra cattolici e ariani.
Felice prese parte, come legato della Numidia, al concilio cartaginese del 525 intervenendo in diverse occasioni; lo stesso vescovo fu presente al concilio del 535, dove fu trattata la questione della libertà dei monasteri, che lo stesso Felice difese con ardore.
Infine, Cresconio fu tra i padri del secondo concilio di Costantinopoli nel 553; il suo nome appare al 108º posto nella lista delle presenze, tra Talleleo di Isinda e Anatolio di Sebaste di Palestina.
Dal 1927 Zattara è annoverata tra le sedi vescovili titolari della Chiesa cattolica; dal 15 maggio 2024 il vescovo titolare è Edgar Jesús Mejía Orozco, vescovo ausiliare di Barranquilla.

## Cronotassi

### Vescovi
- Licenzio † (menzionato nel 411)
- Gennaro † (menzionato nel 484)
- Felice † (prima del 525 - dopo il 535)
- Cresconio † (menzionato nel 553)

### Vescovi titolari
- Anton Oomen, M.Afr. † (18 marzo 1929 - 19 agosto 1957 deceduto)
- Arthur Douville † (13 giugno 1967 - 26 novembre 1970 dimesso)
- Tadeusz Werno † (22 marzo 1974 - 20 dicembre 2022 deceduto)
- Edgar Jesús Mejía Orozco, dal 15 maggio 2024